# LAPACK
LAPACK (acrònim anglès de "Paquet d' àlgebra lineal") és una biblioteca de programari estàndard per a àlgebra lineal numèrica. Proporciona rutines per resoldre sistemes d'equacions lineals i mínims quadrats lineals, problemes de valors propis i descomposició de valors singulars. També inclou rutines per implementar les factoritzacions matricials associades com ara la descomposició LU, QR, Cholesky i Schur. LAPACK es va escriure originalment a FORTRAN 77, però es va traslladar a Fortran 90 a la versió 3.2 (2008). Les rutines manegen matrius reals i complexes tant amb precisió simple com doble. LAPACK es basa en una implementació BLAS subjacent per proporcionar blocs de construcció computacionals eficients i portàtils per a les seves rutines.: "El BLAS com a clau de la portabilitat" 
LAPACK va ser dissenyat com el successor de les equacions lineals i les rutines lineals de mínims quadrats de LINPACK i les rutines de valors propis d'EISPACK. LINPACK, escrit als anys 70 i 80, va ser dissenyat per funcionar als ordinadors vectorials moderns amb memòria compartida. LAPACK, en canvi, va ser dissenyat per explotar eficaçment les memòria cau en arquitectures modernes basades en memòria cau i el paral·lelisme a nivell d'instruccions dels processadors superescalars moderns,: "Factors que afecten el rendiment" i, per tant, pot executar ordres de magnitud més ràpid que LINPACK en aquestes màquines, donada una implementació BLAS ben ajustada.: "El BLAS com a clau de la portabilitat" LAPACK també s'ha estès per executar-se en sistemes de memòria distribuïda en paquets posteriors com ScaLAPACK i PLAPACK.
Netlib LAPACK té una llicència d'estil BSD de tres clàusules, una llicència de programari lliure permissiva amb poques restriccions.